# Philippe Villiers de l’Isle-Adam
Philippe Villiers de L'Isle-Adam (Beauvais, 1464-Malta, 21 de agosto de 1534) fue un noble francés que llegó a ser Gran maestre de la Orden de San Juan de Jerusalén. 

## Biografía
Fue un miembro prominente de los Caballeros Hospitalarios en Rodas y más tarde en Malta. Habiendo alcanzado la posición de Prior de la Lengua de Auvernia fue elegido gran maestre de la Orden en 1521.
Estaba al mando de la Orden durante el largo y sangriento sitio de Rodas por parte del sultán Solimán el Magnífico en 1522, cuando 600 caballeros y 4500 soldados resistieron ante una fuerza de invasión de aproximadamente 200 000 hombres durante seis meses, aunque finalmente negociaron la capitulación y partida de los caballeros el día de año nuevo de 1523 hacia Creta.
Mandó entonces la orden durante varios años sin una base permanente —primero Candia, en Creta, después sucesivamente Mesina, Viterbo y finalmente Niza de 1527 a 1529—. En 1530 de L'Isle-Adam obtuvo, del emperador Carlos V, la cesión de las islas de Malta y Gozo y la ciudad portuaria norteafricana de Trípoli como feudo para la orden y estableció en estas posesiones a la Orden, conocida desde entonces como los Caballeros de Malta.
Villiers de L'Isle-Adam murió en Malta el 21 de agosto de 1534.
| Predecesor: Fabrizio del Carretto | Gran maestre de la Orden de San Juan de Jerusalén 1521-1534 | Sucesor: Piero de Ponte |